# Barquinho
Barquinho é o décimo primeiro álbum de estúdio da cantora brasileira Maysa, lançado em 1961 pela Columbia Records e relançado em 2000 em formato de CD. O nome do disco se chamaria "Maysa e a Nova Onda" e chegou às lojas praticamente junto com seu antecessor, Maysa, Amor... E Maysa, lançado pela RGE. Em 1967, na Itália, o álbum também foi lançado, porém com o nome Tempo di Samba. A capa do disco é colorida e exibe uma foto de Maysa e sua turma de amigos em um barquinho, com o Pão de Açúcar ao fundo.
A cantora, que já flertava  com a Bossa Nova em algumas canções desde o seu sétimo álbum (Voltei, do ano anterior), aparece nesse disco, produzido por Ronaldo Bôscoli, mergulhando de vez no novo estilo. O clima alegre do novo estilo aparecia em faixas como "O Barquinho", "Você e Eu", "Eu e o Meu Coração". Bôscoli homenagea a cantora na canção "Maysa". Metade das canções apresenta o acompanhamento de uma orquestra e a outra metade somente um pequeno grupo de músicos.
Uma faixa polêmica na época, chegando a ser barrada nas estações de rádio, foi "Depois do Amor", pois apresentava uma letra muito sensual e ousada. "Lágrima Primeira", composta por Bôscoli e Roberto Menescal, apresenta uma melodia praticamente igual a de "Meu Amanhã", outra canção daquele ano, criada também por Menescal, e gravada por Elizeth Cardoso e por Sylvia Telles.
Maysa gravara também para o disco a faixa "Só Você (Mais Nada)", canção que na versão de Elizeth Cardoso de 1954, vinha com aspecto sombrio e triste e na de Maysa com uma sonoridade moderna, adequada a proposta do álbum.
O disco não foi aceito pela crítica e nem mesmo por alguns bossa-novistas, pois achavam que Maysa errara ao mudar seu estilo. Na contracapa do disco já havia a resposta da cantora. Ela escrevera que não abandonara a característica romântica e que estava apenas acrescentando a ela um toque moderno.
Foram lançado sum disco 78 rpm e um compacto simples no mesmo ano, contendo ambos as canções "O Barquinho" e "Dois Meninos".

## Lista de faixas
| N.º            | Título                | Compositor(es)                     | Duração |  |
| 1.             | "O Barquinho"         | Roberto Menescal / Ronaldo Bôscoli | 2:19    |  |
| 2.             | "Você e Eu"           | Carlos Lyra / Vinicius de Moraes   | 2:16    |  |
| 3.             | "Dois Meninos"        | Roberto Menescal / Ronaldo Bôscoli | 2:45    |  |
| 4.             | "Recado à Solidão"    | Chico Feitosa                      | 2:34    |  |
| 5.             | "Depois do Amor"      | Normando Santos / Ronaldo Bôscoli  | 2:25    |  |
| 6.             | "Só Você (Mais Nada)" | Paulo Soledade                     | 1:54    |  |
| 7.             | "Maysa"               | Luiz Eça / Ronaldo Bôscoli         | 2:26    |  |
| 8.             | "Errinho à Toa"       | Roberto Menescal / Ronaldo Bôscoli | 1:43    |  |
| 9.             | "Lágrima Primeira"    | Roberto Menescal / Ronaldo Bôscoli | 2:46    |  |
| 10.            | "Eu e o Meu Coração"  | Antônio Botelho / Inaldo Villarin  | 2:15    |  |
| 11.            | "Cala Meu Amor"       | Tom Jobim / Vinicius de Moraes     | 2:07    |  |
| 12.            | "Melancolia"          | Luiz Eça / Ronaldo Bôscoli         | 3:17    |  |
| Duração total: | Duração total:        | Duração total:                     | 28:52   |  |